# Truus Druyts
Truus Druyts (Beerse, 16 mei 1970) is een Belgisch actrice, presentatrice en zangeres.

## Televisie

### Actrice
- Familie Backeljau (1994) als zuster, dokter, verpleegster
- Niet voor publikatie (1994) als redactielid
- Wittekerke (1995-1996) als Greet Ruytjens
- Hof van Assisen (1998) als Sonja Curvers
- Spoed (2000-2003) als pediater/urgentiearts Barbara "Babs" Dufour
- F.C. De Kampioenen (2004) als Maya
- Danni Lowinski (2012) als mevrouw Coppens
- Code 37 (2012) als Mathilde Vermassen
- Ontspoord (2013) als Sara
- Lightyear (2022), als Alisha Hawthorne (stem)

### Presentatrice
- Smile Please op Kanaal 2
- X-treem op Kanaal 2
- Koppels op VT4
- Liefde, Lijf en Lust op VT4
- Domino D Day op VTM

## Radio
Van 1996 tot 1999 was Druyts te horen als presentatrice van het programma Onrust op Studio Brussel.
Vanaf 2004 was ze te horen als dj bij de Vlaamse commerciële radiozender 4fm. Ze presenteerde daar vier dagen per week het romantische programma Heartbeats.
Op 1 april 2009 werd 4fm echter vervangen door JOE fm wat gepaard ging met een wijziging van het programmaschema. Eén wijziging was dat Tess Goossens de presentatie van het programma Heartbeats tijdens de werkweek overnam. Druyts zou vanaf toen het programma nog maar eenmaal per week presenteren, op zondagavond van 20 tot 23 uur. Vanaf september 2009 presenteerde ze het programma ook op zaterdagavond.
In de zomer van 2013 presenteerde Druyts een maand lang het programma De zomer van..., elke werkdag van 12 tot 14 u op JOE fm.
Eind juni 2015 presenteerde Druyts voor het laatst Heartsbeats op JOE fm. Het programma kwam in het weekend te vervallen. Sinds september 2015 presenteert Druyts op zondagavond tussen 22 en 24 uur het programma Truus op JOE fm. Het programma heeft ongeveer dezelfde invulling als de vroegere weekenduitzendingen van Heartbeats. Vanaf augustus 2016 krijgt haar programma de naam "Lifepower met Truus".

## Optredens
- Truus Druyts, meredith en Yasmine traden op als De Miekes, een coverband (2000-2009).
- Truus Druyts zingt "één", eigen nummers en covers.
- Ramses! (2006, 2007 en 2008) In samenwerking met Jenne Decleir en Thomas Lauwers zingt Druyts een hommage aan Ramses Shaffy in de Vlaamse theaters.
- Truus Druyts zingt "The ONE", eigen nummers.

## Overige
- Ze was samen met zangeres Mies Meulders
- Truus Druyts schreef vanaf 1 februari 2010 een rubriek in het tijdschrift Change.